# Markus Tubbesing
Markus Tubbesing (* 12. April 1973 in München) ist ein deutscher Architekt, Denkmalpfleger, Architekturhistoriker und Hochschulprofessor für Entwurf und Denkmalpflege an der Fachhochschule Potsdam.

## Leben
Markus Tubbesing wuchs in Singapur (1979–1986) und Japan (1986–1990) auf und absolvierte 1992 das Internationale Baccalauréat an der Europäischen Schule München. Anschließend studierte er Architektur an der ETH Zürich und schloss 1998 mit dem Dipl. Arch. ETH ab. Für seine Diplomarbeit erhielt er den Hatt-Bucher-Architekturpreis.
Seine berufliche Karriere begann er als Projektleiter im Architekturbüro von Hans Kollhoff in Berlin (1999–2003) und Rotterdam (2003–2005) und war anschließend Entwurfsassistent und wissenschaftlicher Mitarbeiter im Labor „Architektur der Stadt“ der ETH Zürich. Von 2008 bis 2011 war er Stipendiat des SNF-Pro*Doc Graduiertenkollegs „Art & Science“ und Assistent am Lehrstuhl für Architekturgeschichte und Denkmalpflege der Universität Bern, sowie Oberassistent im Labor „Architektur der Stadt“ am Lehrstuhl für Architektur und Konstruktion der ETH Zürich. 2012 wurde er höherer Wissenschaftler und Oberassistent am Institut für Geschichte und Theorie der Architektur (gta) der ETH Zürich.
2014 promovierte er zum Dr. phil. an der Universität Bern am Lehrstuhl für Architekturgeschichte und Denkmalpflege mit der Dissertation „Der Wettbewerb Groß-Berlin 1910“. Im gleichen Jahr wurde er leitender Wissenschaftler am Institut für Geschichte und Theorie der Architektur der ETH Zürich. Im Jahr 2018 berief man ihn zum Professor für Entwurf und Denkmalpflege an der FH Potsdam.

## Veröffentlichungen
- Der Wettbewerb Gross-Berlin 1910. Die Entstehung einer modernen Disziplin Städtebau. Wasmuth Verlag, Tübingen/Berlin 2018, ISBN 978-3-8030-0781-0 (zugleich Dissertation an der Universität Bern)
- mit Vittorio Magnago Lampugnani, Harald R. Stühlinger: Atlas zum Städtebau. 2 Bände, Hirmer Verlag, München 2018, ISBN 978-3-7774-2966-3

### Als Herausgeber
- mit Sonja Tubbesing, Peter Stephan: Denkmalpflege und Entwurf. Die Denkmalskirche auf der Spreeinsel Berlin. DOM publishers, Berlin 2020, ISBN 978-3-86922-002-4
- mit Harald Bodenschatz und Gerwin Zohlen: Berlin und seine Zentren. Ernst Wasmuth Verlag, Berlin/Tübingen 2019
- mit Vittorio Magnago Lampugnani: Städtischer Wohnungsbau Mailand 1910-1970. gta 2016
- mit Vittorio Magnago Lampugnani, Harald Stühlinger: Städtischer Wohnungsbau Rom 1910-1950. gta 2015
- mit Vittorio Magnago Lampugnani, Harald Stühlinger: Aquitanien: Bastiden und Bordeaux. gta 2015